# Dinant
Dinant (pron. /dinɑ̃) è un comune belga di 13 143 abitanti situato nella provincia vallona di Namur.
Si trova sull'alto corso della Mosa, nel Belgio francofono, in una stretta della valle ed è dominata da una fortezza.
È la città natale di Davide di Dinant, filosofo (XIII sec.)
A Dinant nacque nel 1814 Adolphe Sax (Antoine Joseph Sax), costruttore di strumenti musicali ed inventore del sassofono o sax.
Alla città è dedicato l'asteroide 2765 Dinant.

## Storia

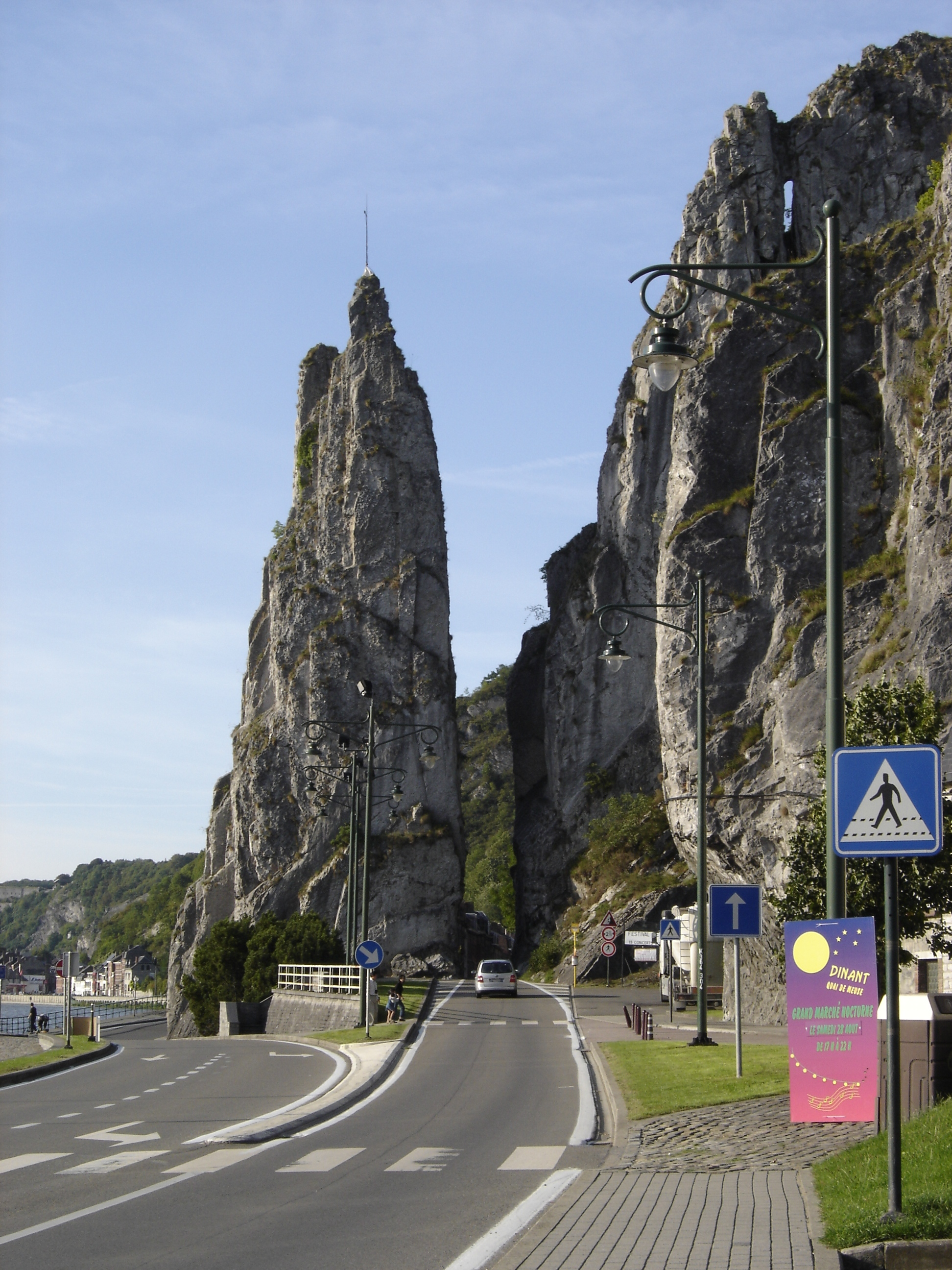
La celebre RocherBayard a Dinant

Durante la Prima Guerra mondiale, dal 15 al 23 agosto 1914, la città fu oggetto di una battaglia per la sua conquista fra gli eserciti francese e tedesco e il 23 agosto 1914 subì, insieme al villaggio di Neffe, il massacro di 674 civili da parte delle forze tedesche, nel quartiere dei Rivages.
Durante la battaglia di Francia, di fronte alla minaccia costituita dall'arrivo imminente dei Tedeschi del XV. Corpo d'Armata di Hermann Hoth, il ponte che attraversa la Mosa di fronte alla Collegiale Notre-Dame di Dinant saltò il 12 maggio 1940 poco dopo le ore 16. In effetti, alla fine della giornata i Tedeschi della 7ª Panzerdivision di Erwin Rommel arrivarono sulla riva destra della Mosa all'altezza di Dinant. Dall'indomani all'alba essi iniziarono l'attraversamento del fiume a nord della città, a Leffe e a sud dell'isola di Houx. 
Durante i combattimenti l'artiglieria tedesca sparava in particolare sulla cittadella di Dinant. La riva sinistra di Dinant era difesa dal II/77º reggimento di fanteria (capitano Fillaux) e da una parte preponderante del I/125º reggimento di fanteria (capitano Cadieu).
Nel 1944 la città fu nuovamente bombardata e incendiata.

## Monumenti e luoghi d'interesse

### Cittadella
La cittadella (1818-1821), disposta dagli olandesi, si trova su una roccia a 100 metri sopra il livello della Mosa. La cittadella è oggi stata trasformata in un museo. Sul sito dell'attuale cittadella, fu costruita una fortezza tra il 1040 e il 1051. 
Distrutta dalle truppe borgognone, ricostruita nel 1523 dal vescovo di Liegi, fu nuovamente distrutta dai francesi nel 1703.

### Collegiata di Notre-Dame
Nel profilo della città di Dinant si vede spuntare la Collegiata di Notre-Dame, con il caratteristico campanile a bulbo. 
Tra le tante caratteristiche, la collegiata ha una vetrata azzurra tra le più alte d'Europa, il pulpito settecentesco e il portale romanico.

### La Grotta
Scoperta nel 1904 e soprannominata "La Merveilleuse", forse per il suo biancore abbagliante, per le sue cascate scintillanti, le sue stalattiti e stalagmiti, la grotta carsica ha tre livelli di profondità ed è fra le più suggestive e visitate di tutto il Belgio.

## Cultura

### Cucina

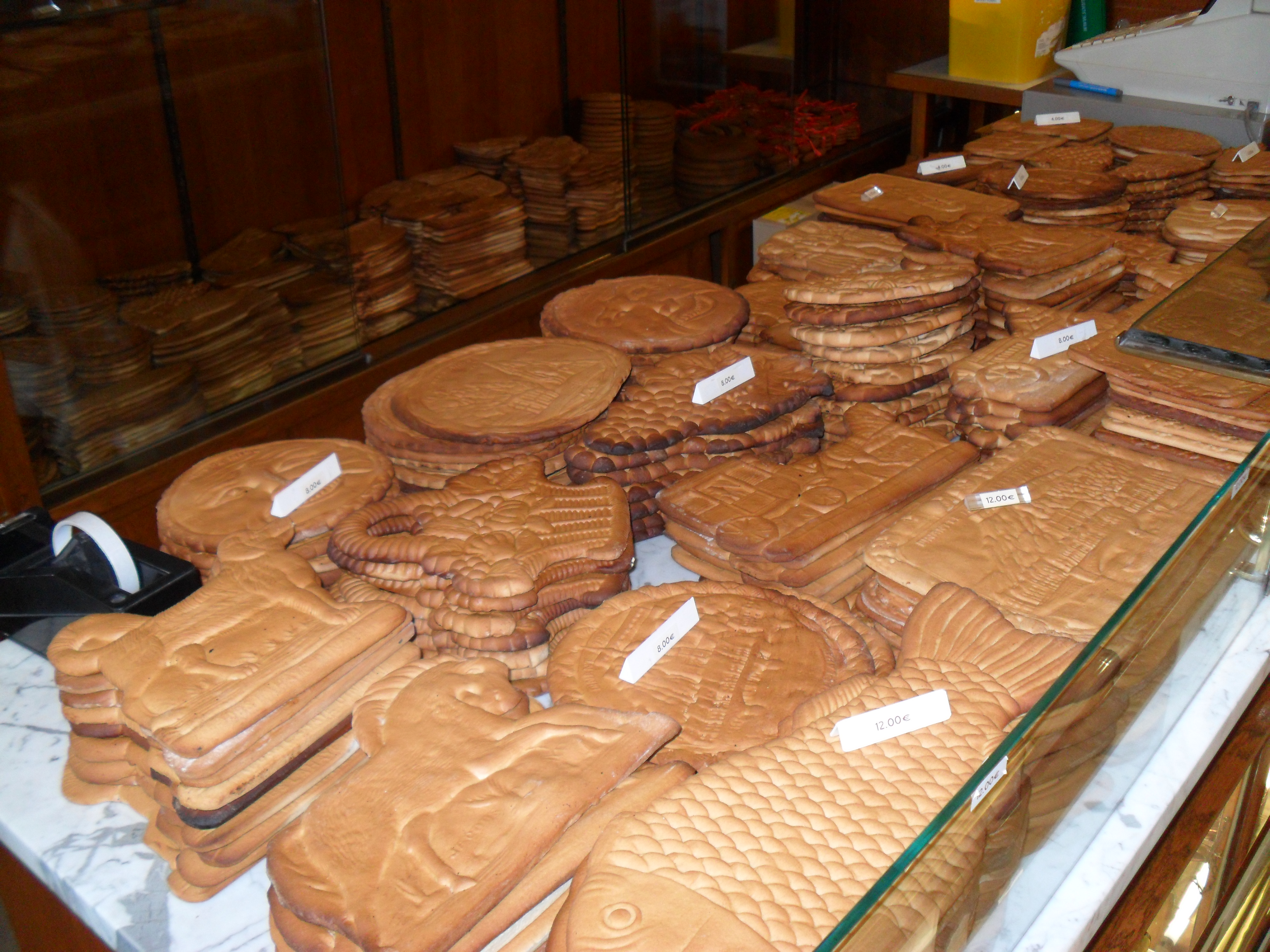
Esposizione di Couques de Dinant

Tipici della città sono i Couques de Dinant, grossi biscotti duri preparati con farina e miele, simili ai mostaccioli calabresi.

### Citazioni letterarie
Dinant, le sue grotte e i suoi celebri biscotti sono citati dallo scrittore, regista ed esploratore italiano Giorgio Moser, in uno dei suoi più noti reportage scritti, "Passaggio a sud-est", durante un percorso esplorativo in Belgio (Milano, Mursia, 1972, pp.133-136).